# Chuyển giao chủ quyền đối với Ma Cao
Việc chuyển giao chủ quyền của Ma Cao từ Cộng hòa Bồ Đào Nha sang Cộng hòa Nhân dân Trung Hoa (PRC) xảy ra vào ngày 20 tháng 12 năm 1999. Ma Cao được các thương nhân Bồ Đào Nha định cư và cai trị vào năm 1535, dưới thời nhà Minh (1368-1644). Sự hiện diện của Bồ Đào Nha tại khu vực này được nhà Thanh chính thức công nhận vào năm 1749. Thống đốc Bồ Đào Nha João Maria Ferreira do Amaral, được thúc đẩy bởi Chiến tranh thuốc phiện lần thứ nhất và Hiệp ước Nam Kinh, đã cố gắng sáp nhập lãnh thổ, trục xuất nhà cầm quyền vào năm 1846, nhưng bị ám sát. Sau cuộc chiến tranh nha phiến lần thứ hai, chính phủ Bồ Đào Nha, cùng với một đại diện của Anh, đã ký Hiệp ước Bắc Kinh - Bồ Đào Nha trao chủ quyền cho Bồ Đào Nha đối với Ma Cao, với điều kiện Bồ Đào Nha sẽ hợp tác trong nỗ lực chấm dứt buôn lậu thuốc phiện.
Sau khi thành lập Cộng hòa Nhân dân Trung Hoa vào năm 1949 và chuyển giao ghế của Trung Hoa Dân Quốc cho Cộng hoà Nhân dân Trung Hoa tại Liên Hợp Quốc năm 1971, Bộ trưởng Ngoại giao Huang Hua đã kháng cáo lên Ủy ban đặc biệt của Liên Hợp Quốc về việc giải mật để loại bỏ Ma Cao (và Hồng Kông) khỏi danh sách các thuộc địa, thích đàm phán song phương kết thúc bằng việc trả lại lãnh thổ, thay vì kết quả độc lập dự kiến. Chính phủ cánh hữu độc đoán của Bồ Đào Nha đã bị Cách mạng Hoa cẩm chướng trục xuất, một cuộc đảo chính xảy ra vào năm 1974. Trong vòng một năm, chính phủ Bồ Đào Nha đã rút quân khỏi Ma Cao, rút lại sự công nhận Trung Hoa Dân Quốc ủng hộ Cộng hòa Nhân dân Trung Hoa, và bắt đầu đàm phán cho sự trở lại của Ma Cao. Bốn hội nghị từ tháng 6 năm 1986 đến tháng 3 năm 1987 đã dẫn đến Tuyên bố chung Trung-Bồ Đào Nha vào ngày 13 tháng 4 năm 1987 và chuyển giao chủ quyền vào ngày 20 tháng 12 năm 1999. Ma Cao được trao quyền tự trị cao và giữ nguyên hệ thống pháp lý của mình bởi Luật cơ bản Ma Cao.

## Bối cảnh

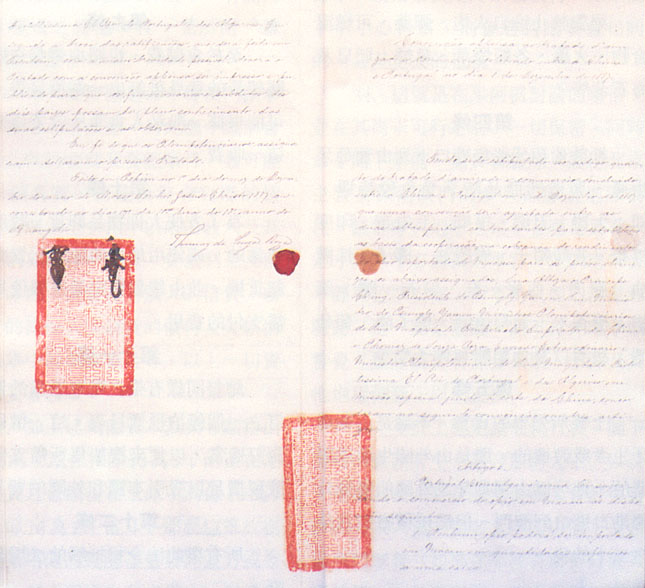
Hiệp định Lisbon Trung-Bồ Đào Nha, được ký năm 1887

Lịch sử của Ma Cao được bắt nguồn từ thời nhà Tần (221-206 TCN), khi vùng này được gọi là Ma Cao thuộc thẩm quyền của quận Panyu, thuộc quận Nam Hải (Quảng Đông ngày nay). Người Bồ Đào Nha đến thế kỷ 16 và mong muốn có được quyền neo tàu tại bến cảng của Ma Cao và thực hiện các hoạt động buôn bán. Khoảng năm 1552, 1553, họ đã được phép tạm thời dựng lên các kho lưu trữ trên bờ, để làm khô hàng hóa ướt đẫm nước biển; họ sớm xây những ngôi nhà bằng đá thô sơ quanh khu vực bây giờ gọi là Nam Vân. Năm 1557, người Bồ Đào Nha đã thành lập một khu định cư lâu dài tại Ma Cao, trả tiền thuê hàng năm là 500 lượng (20 kg / 44 pound) bạc như một hợp đồng thuê hàng năm. Bởi vì các hoạt động của những người định cư Bồ Đào Nha và Nhật Bản uy khấu, nhà Minh đã siết chặt kiểm soát đối với Ma Cao từ năm 1608 đến 1614. Năm 1623, chính phủ Bồ Đào Nha đã bổ nhiệm D. Francisco Mascarenhas làm Thống đốc Ma Cao. Lúc đầu, thống đốc chỉ chịu trách nhiệm bảo vệ Ma Cao, và Fortaleza do Monte được xây dựng cho mục đích này. Năm 1749, chính quyền nhà Thanh đã ban hành một bộ hướng dẫn đầy đủ cho chính quyền Ma Cao của Bồ Đào Nha và khắc phiên bản tiếng Bồ Đào Nha lên tấm bia ở Edifício do Leal Senado. Tuy nhiên, Thống đốc Ma Cao, đại diện của Bồ Đào Nha, dần dần tiếp quản quyền lực của Senado.
Khi Hiệp ước Nam Kinh được ký kết năm 1842 giữa Anh và Trung Quốc, chính phủ Bồ Đào Nha đã yêu cầu chính quyền nhà Thanh miễn cho họ tiền thuê mặt bằng. Chính quyền nhà Thanh từ chối yêu cầu, nhưng vẫn giữ lại các ưu đãi đã được trao cho Bồ Đào Nha. Tuy nhiên, vào ngày 20 tháng 11 năm 1845, Maria II của Bồ Đào Nha đã đơn phương tuyên bố Ma Cao là một cảng miễn phí, trong đó Bồ Đào Nha được miễn tiền thuê mặt đất và cho phép các tàu buôn của các quốc gia khác tương tác tự do ở Ma Cao. Sau Thống đốc mới của Ma Cao, João Ferreira do Amaral, đến năm 1846, một loạt các chính sách thuộc địa đã được thi hành tại Ma Cao. Vào tháng 5 năm 1846, Amaral yêu cầu tất cả cư dân Trung Quốc tại Ma Cao phải trả tiền thuê đất, thuế bầu cử và thuế bất động sản, điều này đã mở rộng sự cai trị của Bồ Đào Nha tại Ma Cao đối với cư dân Trung Quốc. Chính quyền nhà Thanh ở Ma Cao ngay lập tức phản đối hành động của Amaral và cố gắng thương lượng. Tuy nhiên, bắt đầu từ năm 1849, Amaral đã trục xuất tất cả các quan chức nhà Thanh khỏi Ma Cao, phá hủy Hải quan nhà Thanh và ngừng trả tiền thuê mặt bằng cho chính quyền nhà Thanh. Hành động của Amaral khiến cư dân Trung Quốc tức giận hơn nữa và anh ta bị ám sát vào ngày 22 tháng 8 năm 1849.

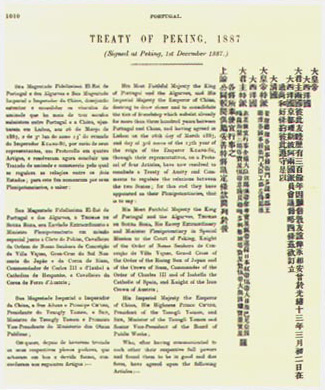
Hiệp ước thương mại hòa bình Trung-Bồ Đào Nha

Năm 1862, chính phủ Bồ Đào Nha và Thanh đã ký dự thảo Hiệp ước Thương mại Hòa bình Trung-Bồ Đào Nha. Tuy nhiên, người Bồ Đào Nha đã có ý định sáp nhập Ma Cao với hiệp ước này. Ý định đã được phát hiện và các cuộc đàm phán đã bị dừng lại. Chủ đề không được đưa ra một lần nữa cho đến năm 1886, khi đại diện Bồ Đào Nha, cùng với đại diện của Anh, một lần nữa mở các cuộc đàm phán với chính quyền nhà Thanh. Hứa hẹn rằng họ sẽ hợp tác về chống buôn lậu thuốc phiện, nhà Thanh và các chính phủ Bồ Đào Nha đã ký Hiệp ước Trung-Bồ Đào Nha của Bắc Kinh và Hiệp ước hòa bình Quan hệ thương mại giữa Trung Quốc và Bồ Đào Nha. Các hiệp ước này tuyên bố rằng, "Đồng ý của Trung Quốc, Bồ Đào Nha sẽ ở lại Ma Cao và quản lý đất đai giống như cách Bồ Đào Nha quản lý các nơi khác". Tuy nhiên, để tránh mất hoàn toàn chủ quyền, chính quyền nhà Thanh bảo lưu quyền ngăn Bồ Đào Nha chuyển Ma Cao sang một quốc gia khác. Nếu Bồ Đào Nha sẽ chuyển Ma Cao sang một quốc gia khác, họ sẽ cần sự cho phép của chính phủ Trung Quốc.
Khi chính phủ Cộng hòa Nhân dân Trung Hoa giành được ghế tại Liên Hợp Quốc do Nghị quyết Đại hội đồng Liên hợp quốc 2758 năm 1971, nó bắt đầu hành động ngoại giao về các vấn đề chủ quyền của Hồng Kông và Ma Cao. Thủ tướng Trung Quốc Chu Ân Lai đặc biệt quan tâm đến các vấn đề. Tháng 3/1972, đại diện của Liên Hợp Quốc Trung Quốc, Huang Hua, đã viết thư cho Ủy ban giải mật của Liên hợp quốc để nêu quan điểm của chính phủ Trung Quốc:
Các câu hỏi của Hồng Kông và Ma Cao thuộc về loại câu hỏi xuất phát từ một loạt các hiệp ước bất bình đẳng mà đế quốc áp đặt lên Trung Quốc. Hồng Kông và Ma Cao là một phần lãnh thổ Trung Quốc bị chính quyền Anh và Bồ Đào Nha chiếm đóng. Việc giải quyết các câu hỏi của Hồng Kông và Ma Cao hoàn toàn nằm trong quyền chủ quyền của Trung Quốc và hoàn toàn không thuộc phạm trù thông thường của các lãnh thổ thuộc địa. Do đó, chúng không nên được đưa vào danh sách các lãnh thổ thuộc địa được nêu trong tuyên bố về việc trao độc lập cho các lãnh thổ và nhân dân thuộc địa. Đối với các câu hỏi của Hồng Kông và Ma Cao, chính phủ Trung Quốc luôn kiên định rằng họ nên được giải quyết theo cách thích hợp khi điều kiện chín muồi.

Cùng năm, vào ngày 8 tháng 11, Đại hội đồng Liên Hợp Quốc đã thông qua nghị quyết loại bỏ Hồng Kông và Ma Cao khỏi danh sách chính thức của các thuộc địa. Điều này tạo điều kiện cho chính phủ Trung Quốc giải quyết vấn đề chủ quyền của Hồng Kông và Ma Cao một cách hòa bình.
Vào ngày 25 tháng 4 năm 1974, một nhóm các sĩ quan cấp thấp của Bồ Đào Nha đã tổ chức một cuộc đảo chính, lật đổ chính quyền cầm quyền cánh hữu đã nắm quyền lực trong 48 năm. Chính phủ mới bắt đầu quá trình dân chủ hóa. Chính phủ mới của Bồ Đào Nha đã thực hiện các chính sách chống thực dân hóa và đề xuất bàn giao của Ma Cao cho Trung Quốc.
Vào ngày 31 tháng 12 năm 1975, chính phủ Bồ Đào Nha đã rút quân còn lại khỏi Ma Cao. Tổng thống António Ramalho Eanes tham dự Đại hội đồng Liên Hợp Quốc một năm sau đó, và thảo luận với đại diện Trung Quốc, Huang Hua, thiết lập quan hệ ngoại giao giữa Bồ Đào Nha và Trung Quốc, và các vấn đề của Ma Cao. Sau hai năm thảo luận, chính phủ Bồ Đào Nha đã quyết định phá vỡ quan hệ ngoại giao với Trung Hoa Dân Quốc vào ngày 8 tháng 2 năm 1979 và thiết lập quan hệ ngoại giao với Cộng hòa Nhân dân Trung Hoa vào ngày hôm sau. Cả Bồ Đào Nha và Cộng hòa Nhân dân Trung Hoa đều công nhận Ma Cao là lãnh thổ của Trung Quốc, và thời gian chính xác để trở lại và các chi tiết khác sẽ được thảo luận sau đó giữa hai bên.
Sau khi Bồ Đào Nha và Cộng hòa Nhân dân Trung Hoa chính thức thiết lập quan hệ ngoại giao, các quan chức hai nước bắt đầu đến thăm nhau. Vào tháng 3 năm 1980, Thống đốc Ma Cao, Nuno Viriato Tavares de Melo Egídio, đã chấp nhận lời mời từ Bắc Kinh và thăm Trung Quốc. Khi mối quan hệ giữa Bồ Đào Nha và Trung Quốc phát triển, các nguyên thủ quốc gia của họ cũng bắt đầu đến thăm nhau. Vào tháng 11 năm 1984, Chủ tịch nước Cộng hòa Nhân dân Trung Hoa, Li Xiannian, đã đến thăm Bồ Đào Nha và gặp Tổng thống Bồ Đào Nha, António Ramalho Eanes, để trao đổi ý kiến về các vấn đề của Ma Cao. Vào tháng 5 năm 1985, Eanes trở lại ủng hộ bằng cách đến thăm Trung Quốc và gặp nhà lãnh đạo thực tế của Trung Quốc Đặng Tiểu Bìnhvà bày tỏ mong muốn giải quyết các vấn đề của Ma Cao một cách thân thiện.
Anh và Trung Quốc đã đạt được sự đồng thuận về câu hỏi chủ quyền của Hồng Kông, vốn phức tạp hơn về bản chất. Sự đồng thuận bao gồm dự thảo Tuyên bố chung Trung-Anh. Tương tự như vậy, quan hệ Trung-Bồ Đào Nha phát triển ổn định và việc giải quyết câu hỏi về Ma Cao thông qua đàm phán dần dần được thực hiện.

## Quá trình chuyển đổi
Mười hai năm kể từ ngày ký "Tuyên bố Trung-Bồ" vào ngày 13 tháng 4 năm 1987 và chuyển giao chủ quyền vào ngày 20 tháng 12 năm 1999 được gọi là "quá trình chuyển đổi".
Vào ngày 15 tháng 1 năm 1988, Bộ Ngoại giao Trung Quốc đã công bố các thành viên Trung Quốc của các nhóm sẽ bắt đầu cuộc nói chuyện về các vấn đề của Ma Cao trong quá trình chuyển đổi. Vào ngày 13 tháng 4, "Dự thảo Luật cơ bản của Ủy ban đặc khu hành chính Ma Cao " đã được thành lập trong Đại hội nhân dân toàn quốc lần thứ bảy, và vào ngày 25 tháng 10, ủy ban đã triệu tập hội nghị đầu tiên, trong đó họ đã thông qua đề cương chung của dự thảo và các bước, và quyết định tổ chức "Dự thảo Luật cơ bản của Ủy ban thông tin khu vực hành chính đặc biệt Ma Cao". Vào ngày 31 tháng 3 năm 1993, Đại hội Nhân dân Quốc gia đã thông qua nghị quyết về Luật cơ bản của Ma Cao, đánh dấu sự khởi đầu của phần sau của quá trình chuyển đổi.

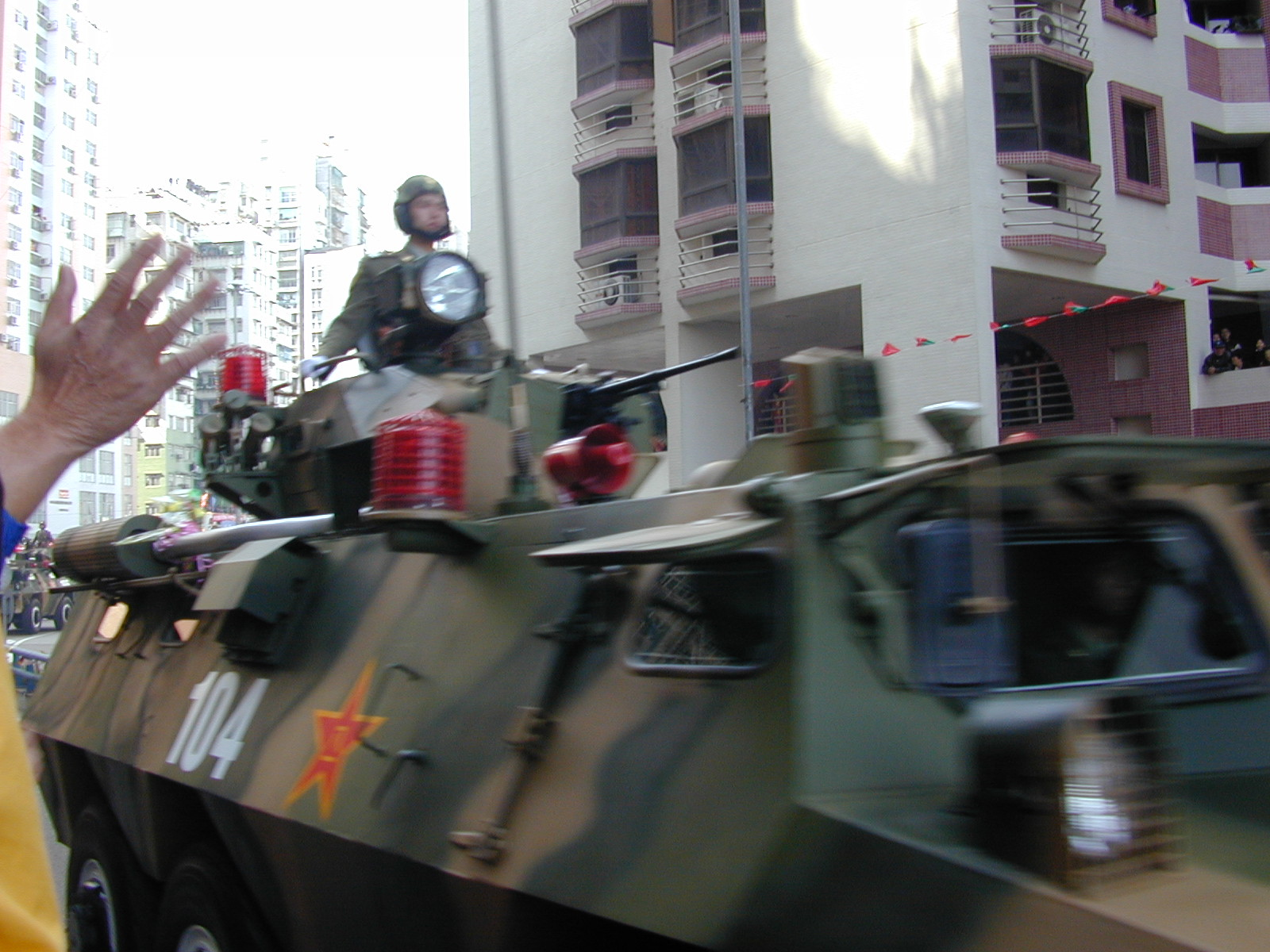
Giải phóng quân Nhân dân Trung Quốc đi vào Ma Cao cho lần đầu tiên

## Quá trình chuyển giao
Chiều ngày 19 tháng 12 năm 1999, Thống đốc Ma Cao thứ 127 của Ma Cao Vasco Joaquim Rocha Vieira đã hạ cờ ở Ma Cao, đây là khúc dạo đầu của buổi lễ thành lập Đặc khu hành chính Ma Cao. Việc chuyển giao chủ quyền chính thức được tổ chức vào nửa đêm ngày hôm đó tại Trung tâm văn hóa của Vườn Ma Cao. Buổi lễ bắt đầu vào buổi tối và kết thúc vào rạng sáng ngày 20 tháng 12.
Buổi tối ngày 19 tháng 12 bắt đầu với điệu múa rồng và sư tử. Tiếp theo là phần trình chiếu các sự kiện và đặc điểm lịch sử của Ma Cao, bao gồm sự pha trộn giữa các tôn giáo và chủng tộc của phương Đông và phương Tây, và xã hội độc đáo của người Bồ Đào Nha sinh ra ở Ma Cao. Trong buổi biểu diễn cuối cùng, 422 trẻ em đại diện cho 422 năm lịch sử Bồ Đào Nha tại Ma Cao đã được trình bày cùng với một số ngôi sao quốc tế để biểu diễn bài hát "Ca ngợi hòa bình".

## Hậu quả
Việc chuyển giao chủ quyền của Ma Cao là một sự kiện lịch sử quan trọng ở Ma Cao, khi nó trả lại Ma Cao cho Trung Quốc. Bởi vì việc chuyển nhượng và ý tưởng của một quốc gia, hai chế độ được coi là thành công, Đặc khu hành chính Ma Cao, Hội đồng lập pháp và Tư pháp đều được đưa vào thực hiện theo quy định của Luật cơ bản.
Sự tăng trưởng ổn định của Đặc khu hành chính Ma Cao được hưởng lợi từ sự hỗ trợ của chính phủ Trung Quốc. Kể từ khi thành lập khu vực, an ninh công cộng đã được cải thiện và chính quyền trung ương thậm chí đã chỉ định Ma Cao là thành phố để mở rộng du lịch liên quan đến cờ bạc. Sự ra đời của chính sách Đề án thăm cá nhân giúp cư dân Trung Quốc dễ dàng di chuyển qua lại. Chỉ riêng trong năm 2005, đã có hơn 10 triệu khách du lịch từ Trung Quốc đại lục, chiếm 60% tổng số khách du lịch tại Ma Cao. Thu nhập từ các nhà đánh bạc ở Ma Cao đạt gần 5,6 tỷ USD. Vào ngày 15 tháng 7 năm 2005, Trung tâm Lịch sử Ma Cao được liệt kê là Di sản Văn hóa Thế giớitrang web. Sự phát triển ngày càng tăng của du lịch trở thành một yếu tố chính trong sự phát triển nhanh chóng của nền kinh tế Ma Cao.
Đối với Bồ Đào Nha, việc chuyển giao chủ quyền của Ma Cao cho Trung Quốc đã đánh dấu sự kết thúc của đế chế hải ngoại Bồ Đào Nha và quá trình phi thực dân hóa và cũng là sự chấm dứt của chủ nghĩa đế quốc châu Âu ở Trung Quốc & châu Á.